# Pater noster (Verdi)
Pater noster è una composizione sacra del musicista italiano Giuseppe Verdi.

## Contesto
Dopo che aveva completato il Requiem, Verdi si immerse in una sorta di pausa di composizione per alcuni anni. L'eccezione a questa pausa è la sua composizione corale del Pater Noster, del 1880. Verdi era infatti determinato a promuovere la cultura italiana e la consapevolezza della propria storia culturale e musicale tra gli italiani d'allora, come mezzo per favorire l'unità nazionale.
Infatti all'epoca c'era un moto di riscoperta delle tradizioni di musica sacra italiana supportate dal Vaticano come dall'Accademia di Santa Cecilia. Allo stesso tempo Verdi aveva intenzione di promuovere un aspetto della cultura italiana in un periodo ove si diffondeva e si stimava soprattutto il sinfonismo tipico della cultura musicale germanica.

## Prima esecuzione
La Prima  esecuzione avvenne presso il Teatro alla Scala, a Milano,  il 18 aprile 1880. Il concerto in cui era presentato il Pater noster era diretto da Franco Faccio, con un coro di trecento voci, composto da numerose compagini milanesi (la Società corale, la Società del Quartetto, la Scuola civica popolare di canto corale e la Società Vincenzo Bellini).
Durante questo concerto venne eseguita anche l'Ave Maria per soprano ed archi, sempre composta da Verdi.

## Testo
Non si conosce chi ha fornito la versione modernizzata in italiano dell'elaborato medievale 'Paternoster' trovato nei vv. 211-231 del poema Professione di fede dal poeta ferrarese della metà del XIV secolo Antonio Beccari da Ferrara (1315-1374). Il testo è spesso erroneamente attribuito a Dante Alighieri a causa della sua somiglianza con il Canto XI del Purgatorio, vv. 1-24.
O Padre nostro che nei cieli stai,

Santificato sia sempre il tuo nome.

E laude e grazia di ciò che ci fai.

E venga il regno tuo, siccome pone

Questa orazion: tua volontà si faccia, 

Siccome in cielo, in terra in unione.

Padre, dà oggi a noi pane, e ti piaccia 

Che ne perdoni li peccati nostri;

Né cosa noi facciam che ti dispiaccia.

E che noi perdoniam, tu ti dimostri

Esempio a noi per la tua gran virtute;

Acciò dal rio nemico ognun si schiostri.

Divino Padre, pien d’ogni salute,

Ancor ci guarda dalla tentazione

Dell’infernal nemico e sue ferrute.

Sì che a te facciamo orazione,

Che meritiam tua grazia, e il regno vostro

A posseder vegniam con divozione.

Preghiamti re di gloria e signor nostro,

Che tu ci guardi da dolore: e fitto

La mente abbiamo in te, col volto prostro.

Amen.